# Spessa
Spessa ist eine Gemeinde (comune) mit 552 Einwohnern (Stand 31. Dezember 2023) in der südwestlichen Lombardei, im Norden Italiens. Die Gemeinde liegt etwa 17,5 Kilometer von Pavia in der Pavese am Po. 

## Geschichte
Im 12. Jahrhundert wird die Gemeinde als Spexa erwähnt. 